# Дмитришин Діана Любомирівна
Діа́на Любоми́рівна Дмитри́шин (нар. 25 квітня 2002, м. Новояворівськ, Яворівський район, Львівська область) — українська гандболістка. Майстер спорту.

## Життєпис
У складі львівської суперлігової команди «Галичанка» з сезону 2018/19, де спочатку виступала на позиції правої крайньої, згодом перейшла на позицію правої захисниці (півсередньої). З «Галичанкою» шестиразова чемпіонка України (2018–2019, 2019–2020, 2020–2021, 2021–2022, 2022–2023, 2023–2024), чотириразова володарка  Кубку України (2019, 2020, 2021, 2023), триразова володарка Суперкубка України(2019, 2021, 2023), чемпіонка Балтійської ліги сезону 2019-2020.
Випускниця ЛФКС, студентка ЛДУФК (вступ 2019 року).
Разом із молодіжною збірною України брала участь у турнірі за участю збірних, які не пройшли кваліфікацію на чемпіонат Європи-2019 U-17. Фінішувала шостою у списку найкращих бомбардирів турніру з 36 голами. Того ж року виступала за юніорську збірну України на турнірі запасних для збірних, які не пройшли кваліфікацію на чемпіонаті Європи-2019 U-19. На турнірі забила 21 гол, посівщи третє місце зі збірною України. Входить до складу Жіночої збірної України з гандболу.
Входила до складу молодіжної збірної України з пляжного гандболу. Брала участь у чемпіонаті Європи з пляжного гандболу серед юнацтва до 16 років, чемпіонаті Європи з пляжного гандболу серед молоді до 17 років та чемпіонату Європи з пляжного гандболу серед молоді до 18 років у 2018 році. У 2018 році брала участь у чемпіонаті України з пляжного гандболу із одноклубниками з «Галичанки» та посіла друге місце.
Діана стала кращою бомбардиркою сезону 2022—2023 польської Суперліги — на її рахунку 175 закинутих м'ячів у двадцяти семи зустрічах.